# Radoslav Rochallyi

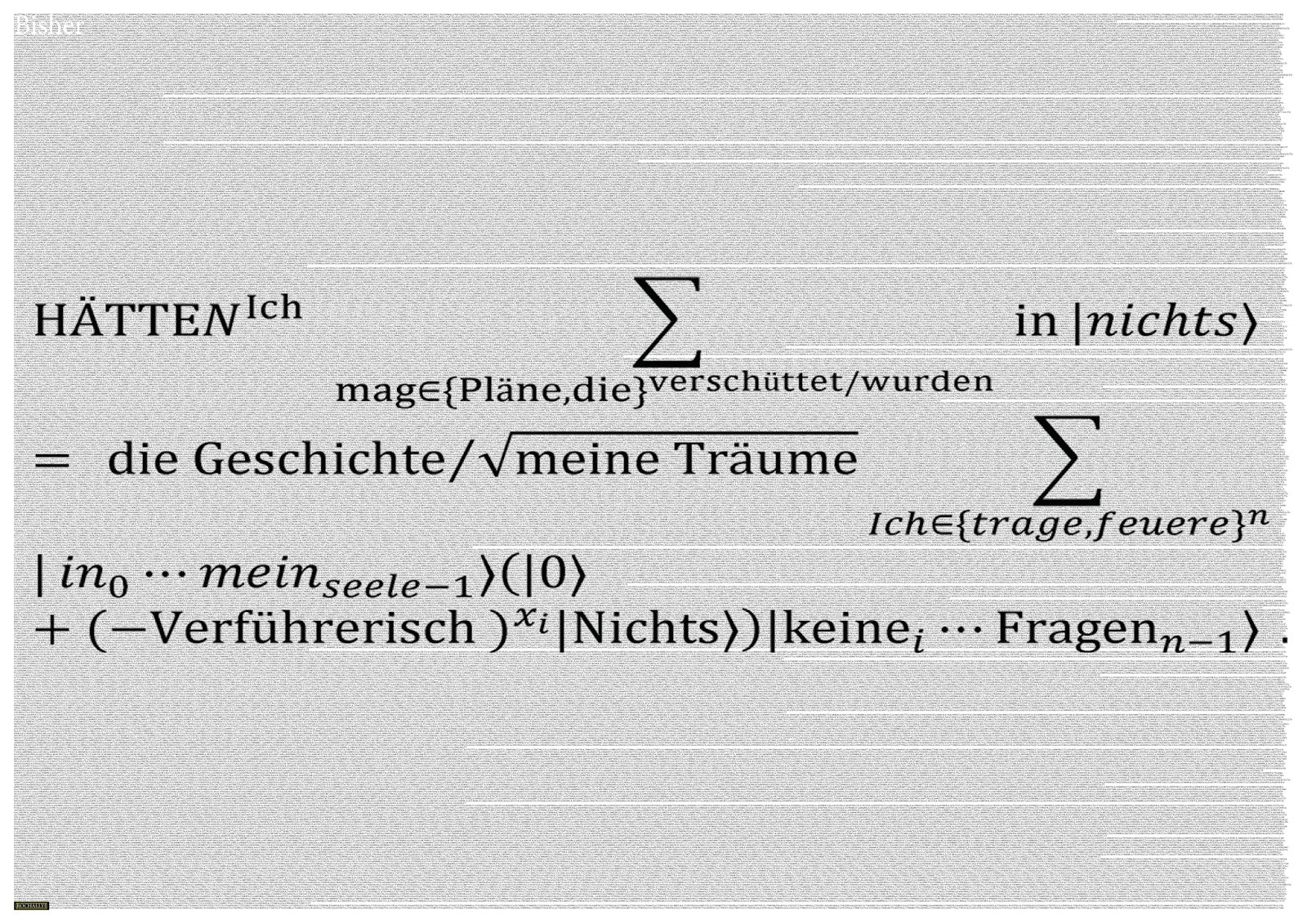
Próbka poezji DNA Equation, 2019, Tytuł wiersza: Bisher

Radoslav Rochallyi (ur. 1 maja 1980 w Bardejowie) – czechosłowacki pisarz i filozof.

## Życiorys
Rochallyi urodził się w Bardejowie w Czechosłowacji w rodzinie o łemkowskich i węgierskich korzeniach. Autor jest absolwentem Zarządzania w London International Graduate School i posiada dyplom z Sztuk Pięknych, który uzyskał w Pratt Institute. Studiował także filozofię i matematykę (algebra liniowa).

## Twórczość

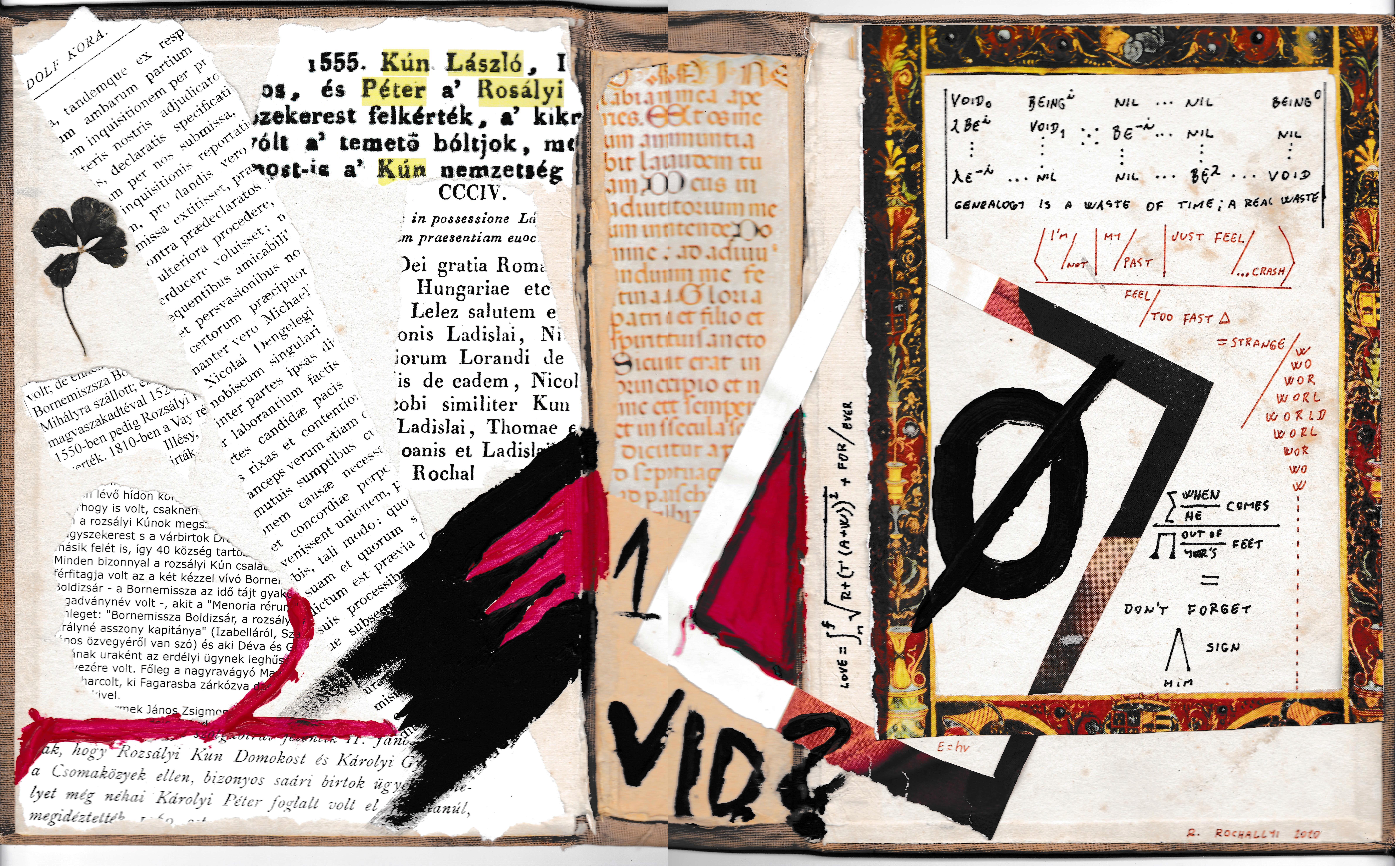
Próbka poezji wizualnej, 2020, tytuł wiersza: GeneaWaste

Zadebiutował kolekcją poezji Panoptikum: Haikai no renga (2004), napisanej w japońskim haiku. Jego poetycki język charakteryzuje się surowością, minimalizmem, kierunkowością formy i głęboką introspektywną pracą tekstową. Jego poezja jest wymagająca. Według Jana Balaza poezja Radoslava Rochallyi charakteryzuje się użyciem wolnego wiersza, który daje autorowi niezbędną swobodę i bezpośredniość, aby zachować specyfikę świadectwa bez upiększeń.
Według Marii Vargy książka „Mythra Invictus” z podtytułem „Los człowieka” to poemat filozoficzny, wskazujący, że pisarz powinien oderwać się od ziemi, być sobą, maksymalnie wykorzystać swój ludzki potencjał twórczy, być czymś więcej niż człowiek – być nowym człowiekiem, przyszłym człowiekiem.
Według Lenki Vrebl, postrzeganie Radoslava Rochallyi nie jest zabawne, jest poważne, bezpośrednie i skupione. W „Golden Divine” osiąga szczyt eksperymentowania z formami wierszy i poezji jako całości. W tej kolekcji próbował połączyć poezję z Fi (φ), a więc liczbę 1,618034 w formie nie graficznej i ze złotą sekcją w formie graficznej. 
W kolekcji DNA-Canvases of Poetry wykorzystuje równania matematyczne do wyrażania swojej poezji.
Oprócz jego książki, równania poetyckie zostały również opublikowane w antologiach i czasopismach.
Według Lenki Vrebl percepcja Radoslava Rochallyi nie jest figlarna, jest poważna, bezpośrednia i skupiona. W „Golden Divine” osiąga szczyt eksperymentowania z formami wersetów i poezją jako całością. W zbiorze tym starał się łączyć poezję z Fi (φ), a więc z numerem 1,618034 w formie niegraficznej i ze złotym podziałem w formie graficznej.
Opisał logiczno-filozoficzną analizę moralności i władzy w książce „ESSE”.
Andrea Schmidt Rochallyi potrafił znaleźć znośny związek między matematycznym formalizmem a wolnością. Schmidt twierdzi, że jego poezja jest krytyką semantyki i języka jako takiego. Schmidt w recenzji w Rain Taxi pisze, że PUNCH można uznać za jedno z najważniejszych dzieł poezji eksperymentalnej ostatniej dekady. 

## Styl pisania i filozofia
Jego twórczość obejmuje głównie filozofię, sztuki wizualne i poezję, łącząc każdy z tych elementów za pomocą symboli matematycznych. Rochallyi używa języka matematycznego jako zasady organizacyjnej, a jednocześnie używa symboli matematycznych do opisu notacji intonacyjnej lub do zdefiniowania różnych typów specyfikacji, których semantykę łatwiej lub skuteczniej wyrazić w formie niewerbalnej.
W dziedzinie filozofii pozostawał pod wpływem prac fizyka Maxa Tegmarka i matematyka G.H. Hardygo. 
Na polu kreacji ukształtowała go twórczość artystów wczesnej awangardy eksperymentalnej (malarzy i poetów). We francuskim magazynie Recours au poème n° 212 filozofia stworzenia Rochallyi jest opisana jako determinizm matematyczny. W wywiadzie dla magazynu literackiego Łyżeczka twierdzi, że wszystkie wolne decyzje, które podjęliśmy i podejmiemy, są zdeterminowane matematyczną naturą rzeczywistości. Sztuka i bezwarunkowa miłość to jedyne sposoby, by przynajmniej na jakiś czas odwrócić się od determinizmu. 

## Publikacje

### Poezja
- 2004 – Panoptikum: Haikai no renga. [in Slovak]. ISBN 978-1981294893.
- 2014 – Yehidah. [po słowacku] 2014. 67 p. ISBN 978-1523354542.
- 2015 – Golden Divine. [po słowacku] Brno: Tribun EU, 2015. 34 s. ISBN 978-80-263-0877-5.
- 2015 – Blood. [po słowacku]2015. 43 s. ISBN 978-80-972031-7-7.
- 2016 – Torwalden. [po słowacku] 2016. ISBN 978-1534848702.
- 2018 – Mechanics of everyday life. [po słowacku] 2018. ISBN 978-80-8202-030-7.
- 2018 – Arété.[po słowacku] 2018. ISBN 978-80-8202-041-3
- 2019 – DNA: Leinwänden der Poesie [po niemiecku] ISBN 978-8097350116
- 2019 – DNA: Canvases of Poetry [po angielsku]  ISBN 978-8097350123
- 2020 – PUNCH [po angielsku]  ISBN 978-8097373702
- 2021 – # mathaeata [po angielsku]  ISBN 978-80-973737-1-9

### Proza
- 2017 – A Letter for a son.Brno: Tribun EU, 2017. 49 s. ISBN 978-80-263-1195-9.
- 2019 – Mythra Invictus. The destiny of man. Bratislava: VSSS, 2019. 108 p. ISBN 978-80-8202-085-7.
- 2020 – ESSE. Theorems on morality and power. Bratislava: EOCN. 168p. ISBN 978-80-9735-013-0.